# Archidendron calycinum
Archidendron calycinum là một loài thực vật có hoa trong họ Đậu. Loài này được Pulle miêu tả khoa học đầu tiên.